# Eisenberg (Thuringe)
Pour les articles homonymes, voir Eisenberg.
Eisenberg est une petite ville de Thuringe, située à mi-chemin entre Iéna et Gera. Elle est le chef lieu de l'arrondissement de Saale-Holzland.

## Politique
La ville d'Eisenberg remplit également les fonctions administratives pour les communes suivantes :
- Gösen
- Hainspitz
- Mertendorf
- Petersberg
- Rauschwitz

## Jumelage
- Eisenberg (Pfalz) (Allemagne)
- Menden (Sauerland) (Allemagne)
- Stadthagen (Allemagne)
- Soissons (France)

## Personnalités liées à la ville
- Le prince Maurice-François de Saxe-Altenbourg (1829-1907), né à Eisenberg